# Земо-Сарали
Земо-Сарали (груз. ზემო სარალი, азерб. Yuxarı Saral) — село в Марнеульском муниципалитете края Квемо-Картли республики Грузия, расположенное около автомагистрали Марнеули-Садахло. Рядом расположено село Квемо-Сарали.
Село находится у подножия Тодарского хребта.
В селе находится холодный родник, стекающий с вершины Тодарского Хребта и получивший название «Саральское духовное счастье». 

## Достопримечательности
- Мечеть имени Имама Замана[2]
- Средняя школа

## Известные уроженцы
- Мохаббет Пириев - учитель сельской средней школы, стипендиат президента Грузии.[3]